# Enterotoxina
Enterotoxinas são toxinas produzidas por diversos microrganismos que agem no intestino causando principalmente dores abdominais, diarreias e vômitos. É uma das causas de intoxicação alimentar.